# 37e cérémonie des Golden Globes
La 37e cérémonie des Golden Globes a eu lieu le 26 janvier 1980, récompensant les films et séries diffusés en 1979 et les professionnels s'étant distingués cette année-là.

## Palmarès
Les lauréats sont indiqués ci-dessous en premier de chaque catégorie et en caractères gras.

### Cinéma

#### Meilleur film dramatique
- Kramer contre Kramer (Kramer vs. Kramer)
  - Apocalypse Now
  - Le Syndrome chinois (The China Syndrome)
  - Manhattan
  - Norma Rae

#### Meilleur film musical ou comédie
- La Bande des quatre (Breaking Away)
  - Bienvenue, mister Chance (Being There)
  - Hair
  - The Rose
  - Elle (10)

#### Meilleur réalisateur
- Francis Ford Coppola pour Apocalypse Now
  - Hal Ashby pour Bienvenue, mister Chance (Being There)
  - Robert Benton pour Kramer contre Kramer (Kramer vs. Kramer)
  - James Bridges pour Le Syndrome chinois (The China Syndrome)
  - Peter Yates pour La Bande des quatre (Breaking Away)

#### Meilleur acteur dans un film dramatique
- Dustin Hoffman pour le rôle de Ted Kramer dans Kramer contre Kramer (Kramer vs. Kramer)
  - Jack Lemmon pour le rôle de Jack Godell dans Le Syndrome chinois (The China Syndrome)
  - Al Pacino pour le rôle d'Arthur Kirkland dans Justice pour tous (And Justice For All)
  - Jon Voight pour le rôle de Billy dans Le Champion (The Champ)
  - James Woods pour le rôle de Gregory Powell dans Tueurs de flics (The Onion Field)

#### Meilleure actrice dans un film dramatique
- Sally Field pour le rôle de Norma Rae dans Norma Rae
  - Jill Clayburgh pour le rôle de Caterina Silveri dans La luna
  - Lisa Eichhorn pour le rôle de Jean dans Yanks
  - Jane Fonda pour le rôle de Kimberly Wells dans Le Syndrome chinois (The China Syndrome)
  - Marsha Mason pour le rôle du Dr Alexandra Kendall dans Promises in the Dark

#### Meilleur acteur dans un film musical ou une comédie
- Peter Sellers pour le rôle de Chauncey "Chance" Gardiner dans Bienvenue, mister Chance (Being There)
  - George Hamilton pour le rôle du Conte Dracula dans Le Vampire de ces dames (Love at First Bite)
  - Dudley Moore pour le rôle de George Webber dans Elle (10)
  - Burt Reynolds pour le rôle de Phil Potter dans Merci d'avoir été ma femme (Starting Over)
  - Roy Scheider pour le rôle de Joe Gideon dans Que le spectacle commence (All That Jazz)

#### Meilleure actrice dans un film musical ou une comédie
- Bette Midler pour le rôle de Mary Rose "The Rose" Foster dans The Rose
  - Julie Andrews pour le rôle de Samantha Taylor dans Elle (10)
  - Jill Clayburgh pour le rôle de Marilyn Holmberg dans Merci d'avoir été ma femme (Starting Over)
  - Shirley MacLaine pour le rôle d'Eve Rand dans Bienvenue, mister Chance (Being There)
  - Marsha Mason pour le rôle de Jennie MacLaine dans Chapter Two

#### Meilleur acteur dans un second rôle
- Melvyn Douglas pour le rôle de Benjamin "Ben" Turnbull Rand dans Bienvenue, mister Chance (Being There)
- Robert Duvall pour le rôle du Lt.-Col. Bill Kilgore dans Apocalypse Now
  - Frederic Forrest pour le rôle de Houston Dyer dans The Rose
  - Justin Henry pour le rôle de Billy Kramer dans Kramer contre Kramer (Kramer vs. Kramer)
  - Laurence Olivier pour le rôle de Julius dans I Love You, je t'aime (A Little Romance)

#### Meilleure actrice dans un second rôle
- Meryl Streep pour le rôle de Joanna Kramer dans Kramer contre Kramer (Kramer vs. Kramer)
  - Jane Alexander pour le rôle de Margaret Phelps dans Kramer contre Kramer (Kramer vs. Kramer)
  - Kathleen Beller pour le rôle d'Elizabeth "Buffy" Koenig dans Promises in the Dark
  - Candice Bergen pour le rôle de Jessica Potter dans Merci d'avoir été ma femme (Starting Over)
  - Valerie Harper pour le rôle de Faye Medwick dans Chapter Two

#### Meilleur scénario
- Kramer contre Kramer (Kramer vs. Kramer) – Robert Benton
  - Bienvenue, mister Chance (Being There) – Robert C. Jones
  - Le Syndrome chinois (The China Syndrome) – James Bridges
  - Norma Rae – Harriet Frank Jr.
  - La Bande des quatre (Breaking Away) – Steve Tesich

#### Meilleure chanson originale
- "The Rose" interprétée par Bette Midler – The Rose
  - "Better Than Ever" interprétée par Candice Bergen – Merci d'avoir été ma femme (Starting Over)
  - "The Main Event" interprétée par Barbra Streisand – Tendre Combat (The Main Event)
  - "Rainbow Connection" interprétée par Jim Henson – Les Muppets, le film (The Muppet Movie)
  - "Theme from Ice Castles (Through the Eyes of Love)" interprétée par Melissa Manchester – Château de rêves (Ice Castles)

#### Meilleure musique de film
- Apocalypse Now – Carmine Coppola et Francis Ford Coppola
  - Alien, le huitième passager (Alien) – Jerry Goldsmith
  - Amityville : La Maison du diable (The Amityville Horror) – Lalo Schifrin
  - Elle (10) – Henry Mancini
  - L'Étalon noir (The Black Stallion) – Carmine Coppola
  - I Love You, je t'aime (A Little Romance) – Georges Delerue
  - Star Trek, le film (Star Trek: The Motion Picture) – Jerry Goldsmith

#### Meilleur film étranger
- La Cage aux folles •  France
  - Les Européens (The Europeans: A sketch) •  Royaume-Uni
  - Le Mariage de Maria Braun (Die Ehe der Maria Braun) •  Allemagne de l'Ouest
  - Le Choix du destin (Soldaat van Oranje) •  Pays-Bas
  - Mon Dieu, comment suis-je tombée si bas ? (Mio Dio, come sono caduta in basso !) •  Italie

#### Golden Globe de la révélation masculine de l'année
La récompense avait déjà été décernée.
- Rick Schroder pour le rôle de T.J. dans Le Champion (The Champ)
  - Dennis Christopher pour le rôle de Dave Stoller dans La Bande des quatre (Breaking Away)
  - Justin Henry pour le rôle de Billy Kramer dans Kramer contre Kramer (Kramer vs. Kramer)
  - Dean Paul Martin pour le rôle de Chris dans Smash (Players)
  - Treat Williams pour le rôle de George Berger dans Hair

#### Golden Globe de la révélation féminine de l'année
La récompense avait déjà été décernée.
- Bette Midler pour le rôle de Mary Rose "The Rose" Foster dans The Rose
  - Susan Anton pour le rôle de Goldine Serafin dans De l'or au bout de la piste (Goldengirl)
  - Bo Derek pour le rôle de Jenny Hanley dans Elle (10)
  - Lisa Eichhorn pour le rôle de Jean dans Yanks
  - Lynn-Holly Johnson pour le rôle d'Alexis Winston dans Château de rêves (Ice Castles)

### Télévision
Note : le symbole « ♕ » rappelle le gagnant de l'année précédente (si nomination).

#### Meilleure série dramatique
- Lou Grant
  - 200 dollars plus les frais (The Rockford Files)
  - Colorado (Centennial)
  - Dallas
  - Backstairs at the White House
  - Racines 2

#### Meilleure série musicale ou comique
(ex æquo)
- Alice
- Taxi
  - MASH
  - The Associates
  - La croisière s'amuse (The Love Boat)

#### Meilleur film de télévision
La récompense avait déjà été décernée.
- Hallmark Hall of Fame, pour l'épisode "All Quiet on the Western Front (#29.1)"
  - Le Roman d'Elvis (Elvis)
  - Mort au combat (Friendly Fire)
  - Miracle en Alabama
  - Like Normal People

#### Meilleur acteur dans une série dramatique
- Edward Asner pour le rôle de Lou Grant dans Lou Grant
  - Robert Urich pour le rôle de Dan Tanna dans Vegas (Vega$)
  - Robert Wagner pour le rôle de Jonathan Hart dans Pour l'amour du risque (Hart to Hart)
  - Martin Sheen pour le rôle de John Dean dans Blind Ambition
  - Richard Chamberlain pour le rôle d'Alexander McKeag dans Colorado (Centennial)
  - John Houseman pour le rôle de Charles W. Kingsfield Jr. dans The Paper Chase
  - Erik Estrada pour le rôle de l'officier Francis Llewellyn "Ponch" Poncherello dans Chips (CHiPs)
  - James Garner pour le rôle de Jim Rockford dans 200 dollars plus les frais (The Rockford Files)

#### Meilleure actrice dans une série dramatique
- Natalie Wood pour le rôle de Karen Holmes dans Tant qu'il y aura des hommes (en) (From Here to Eternity)
  - Stefanie Powers pour le rôle de Jennifer Hart dans Pour l'amour du risque (Hart to Hart)
  - Sada Thompson pour le rôle de Kate Lawrence dans Family
  - Barbara Bel Geddes pour le rôle de Miss Ellie Ewing dans Dallas
  - Kate Mulgrew pour le rôle de Kate Columbo Callahan dans Madame Columbo (Mrs. Columbo)

#### Meilleur acteur dans une série musicale ou comique
- Alan Alda pour le rôle de Benjamin Pierce dans MASH
  - Robin Williams pour le rôle de Mork dans Mork and Mindy
  - Judd Hirsch pour le rôle d'Alex Rieger dans Taxi
  - Wilfrid Hyde-White pour le rôle d'Emerson Marshall dans The Associates
  - John Ritter pour le rôle de Jack Tripper dans Vivre à trois

#### Meilleure actrice dans une série musicale ou comique
- Linda Lavin pour le rôle d'Alice Hyatt dans Alice ♕
  - Loretta Swit pour le rôle du major Margaret « Lèvres en feu » Houlihan dans MASH
  - Jean Stapleton pour le rôle d'Edith Bunker dans All in the Family
  - Penny Marshall pour le rôle de Laverne DeFazio dans Laverne and Shirley (Laverne & Shirley)
  - Donna Pescow pour le rôle d'Angie Falco Benson dans Angie

#### Meilleur acteur dans un second rôle dans une série, une mini-série ou un téléfilm
(ex æquo)
- Danny DeVito pour le rôle de Louie De Palma dans Taxi
- Vic Tayback pour le rôle de Mel Sharples dans Alice
  - Tony Danza pour le rôle de Tony Banta dans Taxi
  - Jeff Conaway pour le rôle de Bobby Wheeler dans Taxi
  - David Doyle pour le rôle de John Bosley dans Drôles de dames (Charlie's Angels)

#### Meilleure actrice dans un second rôle dans une série, une mini-série ou un téléfilm
- Polly Holliday pour le rôle de Florence Jean Castleberry dans Alice ♕
  - Beth Howland pour le rôle de Vera Louise Gorman dans Alice
  - Linda Kelsey pour le rôle de Billie Newman dans Lou Grant
  - Marilu Henner pour le rôle d'Elaine Nardo dans Taxi
  - Loni Anderson pour le rôle de Jennifer Elizabeth Marlowe dans WKRP in Cincinnati

### Cecil B. DeMille Award
- Henry Fonda

### Miss Golden Globe
- Kym Karath

### Henrietta Award
Récompensant un acteur et une actrice.
La récompense avait déjà été décernée.
- Jane Fonda
- Roger Moore

## Récompenses et nominations multiples

### Nominations multiples

#### Cinéma
8  : Kramer contre Kramer
 6  : Bienvenue, mister Chance
 5  : The Rose, Elle, Le Syndrome chinois
 4  : Apocalypse Now, La Bande des quatre, Merci d'avoir été ma femme
 3  : Norma Rae
 2  : Le Champion, Chapter Two, Yanks, Hair, Promises in the Dark, Château de rêves

#### Télévision
5  : Alice
 3  : Lou Grant, MASH, Taxi
 2  : Pour l'amour du risque, The Associates, Dallas, Colorado, 200 dollars plus les frais

#### Personnalités
3  : Bette Midler
 2  : Francis Ford Coppola, Robert Benton, James Bridges, Jill Clayburgh, Lisa Eichhorn, Jane Fonda, Marsha Mason, Justin Henry, Candice Bergen, Carmine Coppola, Jerry Goldsmith

### Récompenses multiples

#### Cinéma
4 / 8 : Kramer contre Kramer
3 / 4 : Apocalypse Now
3 / 5 : The Rose
2 / 6 : Bienvenue, mister Chance

#### Télévision
4 / 5 : Alice
2 / 3 : Lou Grant

#### Personnalités
3 / 3 : Bette Midler
2 / 2 : Francis Ford Coppola

### Les grands perdants

#### Cinéma
0 / 5  : Le Syndrome chinois, Elle

#### Télévision
Aucune